# James Oliver Curwood
Œuvres principales
- Kazan (1914)
- Le Grizzly (1916)
- Les Chasseurs d'or (1909)
- Nomades du Nord (1919)
- Les Chasseurs de loups (1923)

James Oliver Curwood, dit Jim Curwood, né le 12 juin 1878 à Owosso, au Michigan (États-Unis), et mort dans la même ville le 13 août 1927, est un romancier américain. Avec Jack London, il est l'un des maîtres des récits du Grand Nord. On lui doit aussi des récits animaliers : Kazan (The Wolf Dog, 1914), Nomades du Nord (Nomads of the North, 1919), ou le célèbre Le Grizzly (Grizzly King, 1916) adapté au cinéma en 1988 par le réalisateur français Jean-Jacques Annaud sous le titre L′Ours, et dont le grand succès a suscité un regain d'intérêt pour l'auteur.

## Biographie
James-Oliver Curwood naît le 12 juin 1878 à Owosso, petite ville du Michigan, de l'union de James Moran Curwood et de sa femme Abigail. Dernier d'une famille de quatre enfants, Curwood aurait eu, du côté maternel, une princesse mohawk pour aïeule. Son père était cordonnier et tenait une échoppe à Westtown. En 1884, alors qu'il a six ans, sa famille déménage dans l'Ohio, dans le comté d'Erie, où elle s'installe dans une ferme près de la ville de Vermilion. Il commence à écrire ses premières histoires vers l'âge de neuf ans. En 1891, la famille repart à Ossowo.
James-Oliver Curwood entre au lycée Central High School d'Owosso. Il en sera exclu au bout de deux à trois ans, probablement pour avoir passé davantage de temps en dehors de l'école que sur ses bancs. Le 23 novembre 1894, le journal local The Argus publie une de ses premières histoires. La même année, il se lance dans un voyage à vélo dans les États du sud des États-Unis.
Il passe avec succès l'examen d'entrée à l'Université du Michigan en 1898, où il étudie le journalisme. Il quitte l'université après deux ans d'études et devient journaliste pour le Detroit News Tribune. Il en est renvoyé pour faute professionnelle après six mois de travail. Après avoir travaillé pour une entreprise pharmaceutique, Curwood est ré-embauché par le Detroit News Tribune en 1902. Il y restera cinq ans, occupant différents postes jusqu'à devenir rédacteur en chef.
À cette période, il rencontre Cora Leon Johnson, qu'il épouse en 1900. Le couple aura deux filles, mais se séparera en 1908.
En 1906, il décide de se lancer dans l'écriture de romans, mais la charge de son travail de journaliste l'empêche d'écrire comme il le souhaiterait. C'est la raison pour laquelle il démissionne de son emploi auprès du Detroit News Tribune en 1907. Il abandonne le journalisme et se consacre à l'écriture. Bobbs-Merrill publie son premier roman, L'Aventure du capitaine Plum (The Courage of Captain Plum), en 1908. Ce premier roman est suivi d'un second la même année, chez le même éditeur : Les Chasseurs de Loups (The Wolf Hunters), où il raconte les aventures de Roderick, un trappeur, et Mukoki, son guide indien, aventures qui se continueront avec la publication l'année suivante du roman Les Chasseurs d'or (The Gold Hunters).
Il part pour de longues vacances près de la Baie d'Hudson et commence à écrire à propos de cette région. Le gouvernement canadien, s'apercevant de la popularité grandissante de ses histoires, l'embauche afin d'explorer les provinces du Nord-Ouest du Canada. Curwood en retirait des idées et de la documentation pour ses histoires, lesquelles avaient pour ambition d'attirer de nouveaux colons dans cette partie du pays. Il a été le seul américain à être employé par le gouvernement du Canada comme explorateur et écrivain.
Il se remarie en 1909 avec Ethel Greenwood. De leur union naîtra un fils, James Curwood Junior. La même année, Curwood réalise son premier voyage dans le Grand Nord canadien, où il retournera régulièrement pendant les dix-huit années suivantes. Il passe plus de six mois par an dans le Grand Nord où il vit dans une cabane et se nourrit des produits de sa chasse. Il publie son roman le plus connu, Kazan, en 1914, qui sera suivi de Bari, chien-loup en 1917. Il avait pour habitude d'écrire dans les bois ou bien dans des cabanes (dont certaines construites par lui-même), chez lui et dans son studio, une réplique d'un château normand qu'il appellera « Curwood Castle », aujourd’hui un musée.
En 1927, alors qu'il est en Floride, Curwood est mordu à la cuisse, prétendument par une araignée. Une réaction allergique violente s'ensuivit et prit des proportions inquiétantes, au point qu'une infection se développa. Il mourut des suites de cette infection à l'âge de 49 ans, à sa maison de Williams Street à Owosso. Après son décès, sa femme Ethel déménagea en Californie.
Il est enterré au cimetière de Oak Hill, à Owosso, auprès de sa famille. Son autobiographie inachevée parait sous le titre Le Fils des forêts.

## Relation à la nature
Grand chasseur dans sa jeunesse, Curwood devint plus tard un fervent défenseur de la conservation de la nature, militant pour la protection de l'environnement et la limitation de la chasse. Il fut ainsi nommé à la Commission de Conservation du Michigan en 1926. Il explique son changement d'attitude envers la vie sauvage dans la préface de son roman Le Grizzly :
« C'est en quelque sorte avec une confession que j'offre au public ce second livre sur la nature - une confession, et un espoir ; la confession de celui qui, pendant des années, a chassé et tué avant d'apprendre que la nature sauvage offre un sport plus excitant que le massacre - et l'espoir que ce que j'ai écrit puisse faire ressentir et comprendre à d'autres que le plus grand frisson de la chasse n'est pas dans l'acte de tuer, mais dans celui de laisser vivre. » Il faut préciser que la séquence finale du pardon de l'ours au chasseur au bord d'un ravin est authentique. Il la raconte dans son autobiographie.

## Thèmes
Loin de la vision pessimiste que Jack London offre du Grand Nord, Curwood y voit une source de vie, de laquelle l'homme tire une puissance physique et morale qui en fait un être à part. Son primitivisme se traduit par des évocations lyriques de la nature sauvage, où le « détail vrai » le dispute à une volonté d'élever l'espace à une dimension mythique, une pensée proche de celles des écrivains Henry David Thoreau et Walt Whitman. En effet, l'écriture de Curwood favorise une contemplation de la nature plus qu'une appropriation ou une exploitation. Il est en cela, et malgré les contraintes inhérentes au genre de roman d'aventures, plus près de la pensée écologique que peut l'être, par exemple, un Jack London.

## Notoriété
Pendant sa carrière d'écrivain, il publie une bonne trentaine d'ouvrages qui rencontrent un très grand succès, notamment en France. Plusieurs de ses romans d'aventures ont fait l'objet de nombreuses adaptations pour le cinéma. En fait, près d'une centaine de films sont basés sur ses écrits, notamment, de son vivant, L'Homme de l'Alaska (The Alaskan) en 1924 et La Vieille Route de Québec (The Ancient Highway) en 1925. À sa mort, il est l'auteur le mieux payé du monde par mot écrit.
En France l'œuvre de James Oliver Curwood a été largement popularisée par la Bibliothèque Verte, chez l'éditeur Hachette, une collection de livres destinées à la jeunesse. Cet éditeur publie d'ailleurs, en 1912, son premier roman traduit en langue française sous le titre de Melissa, repris en 1929 sous le titre plus accrocheur de La Piste dangereuse. La plupart des traductions sont le fait de Paul Gruyer et Louis Postif. En 1927, les albums des Chasseurs de Loups et des Chasseurs d'Or  réédités aux éditions G. Crès et Cie sont magnifiquement illustrés en couleurs et noirs et blancs par Jean-Paul Tillac (Pablo Tillac). En 1992, Francis Lacassin rend à Curwood son statut d'auteur pour tous, adultes comme adolescents, en publiant dans un volume de la collection Bouquins, chez Robert Laffont, douze de ses romans sous le titre Bêtes et gens du Grand Nord. Hugo Pratt, qui a découvert Curwood en Italie à l'âge de sept ans, s'en est inspiré pour camper certains de ses personnages.

## Œuvres
(liste exhaustive. La 1re date est celle de la 1re édition originale américaine, suivie du titre français si le roman a été traduit)

| Première édition américaine | Titre original Titres français                                                 | Premières éditions (traducteurs)                                                                             |
| --------------------------- | ------------------------------------------------------------------------------ | --- |
| 1907                        | Captain Kidd of the Underground                                                | |
| 1908                        | The Courage of Captain Plum                                                    | |
|                             | L'Aventure du Capitaine Plum                                                   | 1927 - éditions G. Crès et Cie, 231p. (Paul Gruyer, Louis Postif)                                            |
| 1908                        | The Wolf Hunters                                                               | Suite : The Gold Hunters                                                                                     |
|                             | Les Chasseurs de Loups                                                         | 1923 - éditions G. Crès et Cie, 253p. (Paul Gruyer, Louis Postif)                                            |
| 1909                        | The Great Lakes                                                                | |
| 1909                        | The Gold Hunters                                                               | Suite de : The Wolf Hunters                                                                                  |
|                             | Les Chasseurs d'Or                                                             | 1926 - éditions G. Crès et Cie, 227p. (Paul Gruyer, Louis Postif)                                            |
| 1910                        | The Danger Trail                                                               | |
|                             | Melissa                                                                        | 1912 - éditions Hachette "les meilleurs romans étrangers", 284p. (Victor Forbin)                             |
|                             | La Piste Dangereuse                                                            | 1929 - éditions G. Crès et Cie, 266p. (Victor Forbin)                                                        |
| 1911                        | The Honor of the Big Snows                                                     | |
|                             | Les Neiges du Grand Nord                                                       | 1977 - éditions Hachette "bibliothèque verte", 188p. (Louis Postif), illustrations de Françoise Pichard.     |
|                             | L'Honneur des Grandes Neiges suivi de Le Cas d'André Beauvais et Le Violonneux | 1978 - G. P. "collection spirale" n°283, 315p. (Paul Gruyer, Louis Postif), illustrations Daniel Billon.     |
| 1911                        | Steele of the Royal Mounted                                                    | |
|                             | Philippe Steele de la Police Montée                                            | 1933 - éditions Hachette "les meilleurs romans étrangers", 223p. (Louis Postif)                              |
| 1912                        | The Flower of the North                                                        | |
|                             | Fleur du Nord                                                                  | 1936 - éditions Hachette "les meilleurs romans étrangers", 252p. (Louis Postif)                              |
| 1913                        | Isobel: A Romance of the Northern Trail                                        | |
|                             | Les cœurs les plus Farouches                                                   | 1926 - éditions G. Crès et Cie, 238p. (Léon Bocquet)                                                         |
| 1914                        | Kazan: Wolf-Dog of the North                                                   | Suite : Baree, Son of Kazan                                                                                  |
|                             | Kazan                                                                          | 1925 - éditions G. Crès et Cie, 242p. (Paul Gruyer, Louis Postif)                                            |
| 1915                        | God's Country and the Woman                                                    | |
| 1916                        | The Hunted Woman                                                               | |
|                             | La Voyageuse Traquée                                                           | 1931 - éditions Hachette "les meilleurs romans étrangers", 267p. (Louis Postif)                              |
| 1916                        | The Grizzly King                                                               | |
|                             | Le Grizzly                                                                     | 1922 - éditions G. Crès et Cie, 224p. (Midship)                                                              |
| 1917                        | Baree, Son of Kazan                                                            | Suite de : Kazan: Wolf-Dog of the North                                                                      |
|                             | Bari, Chien-Loup                                                               | 1935 - éditions G. Crès et Cie, 276p. (Léon Bocquet)                                                         |
| 1918                        | The Courage of Marge O'Doone                                                   | |
|                             | La Fugitive                                                                    | 1935 - éditions Hachette "les meilleurs romans étrangers", 256p. (Louis Postif)                              |
| 1918                        | Wapi, the Walrus                                                               | |
| 1919                        | Nomads of the North                                                            | |
|                             | Nomades du Nord                                                                | 1925 - éditions G. Crès et Cie, 237p. (Louis Postif)                                                         |
| 1919                        | The River's End                                                                | |
|                             | Le Bout du Fleuve                                                              | 1926 - éditions G. Crès et Cie, 245p. (Paul Gruyer, Louis Postif)                                            |
| 1920                        | Back to God's Country and Other Stories                                        | |
|                             | L'instinct qui veille                                                          | Recueil de nouvelles dans lequel figue "Wapi The Walrus"                                                     |
| 1920                        | The Valley of Silent Men                                                       | |
|                             | La Vallée du Silence                                                           | 1930 - éditions Plon "bibliothèque reliée" n°63, 253p. (Louis Postif)                                        |
| 1921                        | God's Country - The Trail to Happiness                                         | |
| 1921                        | The Golden Snare                                                               | (résumé en bas du tableau)                                                                                   |
|                             | Le Piège d'Or                                                                  | 1924 - éditions G. Crès et Cie, 242p. (Paul Gruyer, Louis Postif)                                            |
| 1921                        | The Flaming Forest                                                             | |
|                             | La Forêt en Flammes                                                            | 1934 - éditions Hachette "les meilleurs romans étrangers", 256p. (Louis Postif)                              |
| 1922                        | The Country Beyond                                                             | |
|                             | La Piste du Bonheur                                                            | 1937 - éditions Hachette "les meilleurs romans étrangers", 255p. (Louis Postif)                              |
| 1923                        | The Alaskan                                                                    | |
|                             | L'Homme de l'Alaska                                                            | 1933 - éditions Hachette "les meilleurs romans étrangers", 256p. (Louis Postif)                              |
| 1924                        | A Gentleman of Courage                                                         | |
|                             | Un Gentleman Courageux                                                         | 1931 - éditions Hachette "les meilleurs romans étrangers", 256p. (Louis Postif)                              |
|                             | Le Bord du Lac                                                                 | 1978 - Paris, J. Tallandier "les romans du grand Nord", 249p. (Paul Gruyer, Louis Postif)                    |
| 1925                        | The Ancient Highway                                                            | |
|                             | La Vieille Route de Québec                                                     | 1938 - éditions Hachette "les meilleurs romans étrangers", 255p. (Louis Postif)                              |
| 1926                        | Swift Lightning                                                                | |
|                             | Rapide-Éclair                                                                  | 1934 - éditions Hachette "les meilleurs romans étrangers", 253p. (Louis Postif), préface par André Demaison. |
| 1926                        | The Black Hunter                                                               | |
| 1928                        | The Plains of Abraham                                                          | |
| 1928                        | The Glory of Living                                                            | |
| 1929                        | The Crippled Lady of Perinbonka ↔                                              | |
|                             | Carla (The Crippled Lady of Perinbonka)                                        | 1936 - éditions Hachette "les meilleurs romans étrangers", 170p. (Louis Postif)                              |
| 1930                        | Green Timber                                                                   | |
| 1930                        | Son of the Forests                                                             | |
|                             | Le Fils des Forêts                                                             | 1938 - éditions Hachette "les meilleurs romans étrangers", 190p. (Louis Postif)                              |
| 1931                        | Falkner of the Inland Seas                                                     | |

- Résumé du roman Le Piège d'or :

1916. Bram Johnson, quarteron Esquimau, a tué le caporal Lee, un policier canadien, et a pris la fuite dans le Grand Nord, où il est à la tête d'une meute de loups. Quatre années après, vers 1920, le capitaine Philip Brant, de la Police montée canadienne, à sa recherche, découvre un « piège d'or » perdu par Johnson. Il s'agit d'un piège à collet tressé avec les cheveux blonds d'une femme ! Après enquête, le policier découvre Johnson, mais celui-ci le fait prisonnier. Le policier rencontre Célie Armin, une jeune danoise faite elle aussi prisonnière par Johnson. Pendant que Johnson va chasser le caribou, Philip et Célie sont attaqués par des Esquimaux de la tribu des Kogmollocks, qu'ils repoussent avec leurs armes à feu. Ils s'enfuient, échappant aux Kogmollocks et à Johnson, et rencontrent Blake, un bandit qu'ils font prisonnier. Ils continuent leur chemin et se réfugient dans un petit fortin, dans lequel se trouve un homme, Olaf Anderson, ainsi que le père de Célie ! Philip et Célie découvrent qu'ils sont tombés amoureux l'un de l'autre... Hélas, ils sont tous quatre attaqués par Blake et des Kogmollocks, qu'ils repoussent difficilement. Mais les Esquimaux sont attaqués à revers par Bram Johnson, qui leur sauve ainsi la vie, tandis que Blake est tué. Le roman se termine par la révélation des pérégrinations de Célie, qui se révèle être une princesse qui a connu les vicissitudes du XXe siècle, avec Raspoutine, Nicolas II, la Révolution russe, la nécessité de fuir, etc. Bram Johnson, en raison de l'aide qu'il a apportée aux quatre assiégés, est gracié et laissé libre de parcourir désormais à sa guise le Grand Nord avec ses loups.

## Filmographie partielle
Les romans et nouvelles de James Oliver Curwood ont été très souvent adaptés, surtout au cinéma. 
- 1920 : Nomads of the North
- 1926 : Prisonniers de la tempête (Prisoners of the Storm) de Lynn Reynolds
- 1926 : The Flaming Forest de Reginald Barker

## Source
- Bibliothèque nationale de France (catalogues)
- « Adaptations cinématographiques des romans de J. O. Curwood » ((en) autres œuvres), sur l'Internet Movie Database